# Kirin Cup 2001
De Kirin Cup 2001 was de 22e editie van de Kirin Cup. Het toernooi werd gehouden van 28 juni tot en met 4 juli 2001, het werd gespeeld in Japan. De winnaar van dit toernooi was Japan, zij wonnen dit toernooi voor 7e keer.

## Eindstand
| Pos | Land        | Wed | Win | Gel | Ver | DV | DT | +/− | Pnt |
| --- | ----------- | --- | --- | --- | --- | -- | -- | --- | --- |
| 1   | Japan       | 2   | 2   | 0   | 0   | 3  | 0  | +3  | 6   |
| 2   | Paraguay    | 2   | 1   | 0   | 1   | 2  | 2  | 0   | 3   |
| 3   | Joegoslavië | 2   | 0   | 0   | 2   | 0  | 3  | –3  | 0   |

## Wedstrijden
|                                 |                                               |       |             |                                                                                            |
| 28 juni 2001 «onderlinge duels» | Paraguay                                      | 2 – 0 | Joegoslavië | Yoyogi Nationaal Stadion, Tokio Toeschouwers: 21.213 Scheidsrechter: Masayochi Okada (JPN) |
| 28 juni 2001 «onderlinge duels» | Juan Daniel Cáceres 39' Virgilio Ferreira 83' |       |             | Yoyogi Nationaal Stadion, Tokio Toeschouwers: 21.213 Scheidsrechter: Masayochi Okada (JPN) |

|                                |                                               |       |          |                                                                                    |
| 1 juli 2001 «onderlinge duels» | Japan                                         | 2 – 0 | Paraguay | Sapporo Dome, Sapporo Toeschouwers: 39.073 Scheidsrechter: Panya Hanlumyaung (THA) |
| 1 juli 2001 «onderlinge duels» | Atsushi Yanagisawa 16' Atsushi Yanagisawa 50' |       |          | Sapporo Dome, Sapporo Toeschouwers: 39.073 Scheidsrechter: Panya Hanlumyaung (THA) |

|                                        |                     |       |             |                                                                           |
| 4 juli 2001 «onderlinge duels» (UTC+9) | Japan               | 1 – 0 | Joegoslavië | Ōitastadion, Oita Toeschouwers: 38.147 Scheidsrechter: Vijay Rahman (SIN) |
| 4 juli 2001 «onderlinge duels» (UTC+9) | Junichi Inamoto 21' |       |             | Ōitastadion, Oita Toeschouwers: 38.147 Scheidsrechter: Vijay Rahman (SIN) |

| Winnaar Kirin Cup 2001 |
| ---------------------- |
|                        |
| Japan 7e titel         |